# Estàtua de Terpsícore de Dodona
La Terpsícore de Dodona (en grec: Τερψιχόρη της Δωδώνηςística) és una estàtua grega que reprodueix Terpsícore, la dea grega de la dansa, i es va crear al voltant del segle II abans de la nostra era. És d'estil hel·lenístic, i fou descoberta a l'Epir, al nord-oest de Grècia, i la van traure il·legalment del país a la fi dels anys noranta. Després formà part de l'antic del Museu Michael C. Carlos d'Atlanta, Geòrgia, fins que finalment ha estat tornada a Grècia a principis del 2024.
Actualment s'exposa a Atenes durant un temps limitat, i més tard tornarà a l'Epir i hi serà exposada.

## Història
L'estatueta va ser descoberta al jaciment de l'antiga Dodona (als afores de Ioànnina) a la regió grega de l'Epir durant unes excavacions il·lícites de l'any 1997. El Ministeri de Cultura i Esports grec fou avisat per un vilatà un parell d'anys més tard, però tardà a actuar, perquè l'estàtua s'havia considerat erròniament falsa. La notícia del suposat origen fals de l'escultura es va difondre en el mercat negre, i per això el preu en va caure en picat.
L'estàtua, tanmateix, va ser adquirida pel Museu Michael C. Carlos d'Atlanta, als Estats Units, el 2002, juntament amb altres objectes de dubtosa procedència i legalitat. El museu la comprà a un marxant novaiorqués anomenat Robert Hecht, que afirmà llavors que ell i el seu soci George Zakos la posseïen des del 1974; el Carlos és un dels museus estatunidencs criticats per exposar art saquejat.
Els intents oficials de l'estat grec per repatriar la Terpsícore començaren el 2007, tot i que fins al 2020 els contactes informals entre totes dues parts no avançaren pas. Al principi, el Museu Carles va mostrar poca urgència per resoldre l'afer. El 2021, les converses se'n reprengueren. Es feren servir proves fotogràfiques per a donar suport al cas grec. Es criticà al Ministeri grec per la lentitud amb què hi havia actuat.
A l'abril del 2022, l'expedient es remeté a l'Ambaixada de Grècia a Washington i, amb la mediació del cònsol de Grècia a Atlanta, començà una nova ronda de contactes entre els representants. Al juny del 2023, el Museu Carles notificà al Ministeri d'Afers Exteriors la seua intenció de retornar la Terpsícore i dos objectes més a Grècia, que foren lliurats a la ministra grega de Cultura i Esports, Lina Mendoni, al gener del 2024, després de setze anys de negociacions. Mendoni declarà que els objectes s'exposarien a Atenes durant un temps abans de ser retornats als indrets d'origen; l'estàtua estaria exposada a la Mesquita de Fethiye, a l'Àgora romana de la ciutat, fins al 31 de maig del 2024.
Els altres dos objectes retornats són un larnax minoic d'argila del segle XIV abans de la nostra era, amb decoració de peixos, procedent de Creta i un fragment de marbre d'un home assegut procedent d'un naiskos (relleu funerari) àtic de finals del segle IV ae.

## Descripció
L'estàtua de marbre, que és més petita que la grandària natural, representa una figura femenina jove identificada com la dea Terpsícore. Dona suport al seu cos amb el colze esquerre en un tronc d'arbre. Està datada del segle II abans de la nostra era, del període hel·lenístic. És de marbre blanc, probablement de Paros. Abans del seu retorn a Grècia, l'estàtua havia estat descrita com «un dels millors exemples d'escultura hel·lenística als Estats Units».